# Endless (Unearth)
Endless è il secondo EP del gruppo metalcore Unearth, pubblicato nel 2002 dalla Eulogy Recordings.
Si tratta dell'ultima pubblicazione con la band per il batterista Mike Rudberg e il bassista Chris Rybicki.
Le prime tre canzoni dell'Ep sono state prodotte dal chitarrista dei Killswitch Engage Adam Dutkiewicz. L'Ep è stato ripubblicato anche dalla Confined Records come un 7" contenente solo le canzoni "Endless" e "My Desire", tutte le canzoni della versione originale hanno fatto parte anche della raccolta del 2005 Our Days of Eulogy.
La canzone "Endless" contiene un tributo alla prima etichetta discografica Endless Fight Records, durante il breakdwon infatti il cantante Trevor Phipps ripete più volte la frase "endless fight". Il testo della canzone contiene anche l'espressione "winds of plague" che ispirerà anche il nome della band Winds of Plaugue.
L'artwork è stato curato da Derek Hess.

## Tracce
1. Endless – 3:17
2. Internal War – 3:44
3. The Charm – 3:09
4. My Desire (Demo) – 4:53

## Formazione
- Trevor Phipps - voce
- Buz McGrath - chitarra
- Ken Susi - chitarra
- Chris "Rover" Rybicki - basso
- Mike Rudberg - batteria